# 金勋
金勋（1904年6月—1934年12月16日），曾化名王克奎，朝鲜族，抗日战争时期中共汪清县委第一任书记。

## 早年生涯
1904年6月，金勋出生于清朝延吉县明东村一个贫农家庭，从小被过继给伯父当养子，1909年随伯父搬至依兰沟。1920年，日军在东满发动“庚申大讨伐”。金勋亲眼目睹伯父等15名革命者被日军残杀后扔进火堆:578。1921年，金勋在依兰读完小学后进入龙井大成中学学习:1784。期间，他参加了进步教师领导的反日、反宗教活动，后由于遭到汉奸盯梢和追捕，被迫转学至永新中学:79。
1925年，金勋随父母前往苏联海参崴的舅舅家，不久进入海参崴一所大学读书。在苏期间，他接触和学习到更多的共产主义思想和马克思主义理论。1927年，金勋从海参崴返回依兰沟，同年2月迁至汪清县政府所在地百草沟。他在百草沟乡公所作文书，并开展革命活动，后加入朝鲜共产党，成为汪清县朝鲜共产党的领导人之一。:79:138

## 汪清县委书记
1930年5月，金勋参加了中共东满特支领导的“红五月斗争”，组织百草沟和大砬子群众举行反日示威游行，清算亲日地主。同年，他按共产国际“一国一党”原则转党籍为中国共产党，后被派往大荒沟开展革命工作。他在大荒沟组建农民协会等群众组织，发展共产党员。不久，他化名王克奎在天桥岭组建了一支工农游击队，并任队长。他率领游击队和农民协会成员包围了保安团炮楼并缴获10余支步枪和大量子弹。:79-80:138
1930年10月，汪清县第一次党员代表会议决定成立中共汪清县委，金勋被任命为第一任县委书记。在领导县党务工作的同时，他继续带领游击队开始武装斗争。他还在牡丹川新建了党支部。同年秋，他组织汪清县农民开展“秋收斗争”，带领800多名群众游行示威，向日本领事馆和县政府要求减租减息。:80
1931年1月21日，金勋在天桥岭开展革命工作时被百草沟警察署逮捕，后被押至延吉监狱。他在狱中组织狱友成立了中共延吉监狱委员会，并任书记。通过教育争取有反日思想的看守吕保元，他与狱外党组织取得联系。1931年和1932年夏，他先后两次组织越狱斗争，但都因叛徒泄密而失败。1934年夏，狱友金明柱遭到看守毒打昏迷不醒。他组织狱友进行绝食斗争，向监狱提出赶快医治金明柱和其它患病狱友，撤掉打人看守，改善犯人待遇、伙食等要求。经过三天的绝食斗争，监狱最终答应了他提出的要求。1934年12月16日，金勋和狱中的几位主要领导人被秘密杀害，时年30岁。:80-81
金勋牺牲后，金明柱接替了他的工作，并于1935年初夏成功组织了第三次越狱。此次越狱是中共在东北地区领导的唯一一次成功案例。

## 纪念
- 吉林省延边朝鲜族自治州汪清县革命烈士陵园建有金勋纪念碑[7]